# Brachymitrion laciniatum
Brachymitrion laciniatum är en bladmossart som beskrevs av A. Koponen 1977. Brachymitrion laciniatum ingår i släktet Brachymitrion och familjen Splachnaceae. Inga underarter finns listade i Catalogue of Life.